# Use Your Illusion
Use Your Illusion je album skupiny Guns N' Roses, které vyšlo v roce 1998. Obsahuje nahrávky z dříve vydaných alb Use Your Illusion I a Use Your Illusion II. Album vyšlo pouze ve Spojených státech amerických. Protože většina písní (kromě „14 Years“) neobsahovala sprostá slova, byla prodávána v řetězcích Wal-Mart a Kmart, která alba s označením Parental Advisory (tj. alba obsahující explicitní výrazy) neprodávají, dají se v nich ovšem koupit jejich cenzurované verze.

## Seznam písní
| Pořadí | Název                         | Délka |
| ------ | ----------------------------- | ----- |
| 1.     | Live And Let Die              |       |
| 2.     | Don't Cry (původní)           |       |
| 3.     | You Ain't The First           |       |
| 4.     | November Rain                 |       |
| 5.     | The Garden                    |       |
| 6.     | Dead Horse                    |       |
| 7.     | Civil War                     |       |
| 8.     | 14 Years                      |       |
| 9.     | Yesterdays                    |       |
| 10.    | Knockin' on Heaven's Door     |       |
| 11.    | Estranged                     |       |
| 12.    | Don't Cry (alternativní text) |       |